# Mont Royal (Berg)
Der Mont Royal ist der bis 305 m ü. NN hohe Bergrücken der Moselschleife bei Traben-Trarbach im Landkreis Bernkastel-Wittlich, Rheinland-Pfalz (Deutschland).

## Geographische Lage
Der Mont Royal befindet sich auf der nördlich der Stadt Traben-Trarbach bzw. zwischen Kröv und Kövenig gelegenen Flussschleife der in Südwest-Nordost-Richtung verlaufenden Mosel, die den Berg hufeisenförmig umfließt. 
In Richtung Norden geht der Bergrücken der Flussschleife unter anderem über den Kondelwald in die Vordereifel über, südostwärts schließt sich direkt jenseits der Mosel der Hunsrück an.

## Bergbeschreibung
Auf dem Berg Mont Royal befinden sich die Ruinen der Festungsanlage Mont Royal, die im Zeitraum 1687 bis 1698 erbaut wurde. Nördlich der Anlage liegt das Feriendorf Montroyal und nordnordöstlich im Tal des Flusses Kövenig. 
Auf dem Südteil des Bergs und damit südlich der Festungsanlage befindet sich der Flugplatz Traben-Trarbach/Mont Royal (ICAO-Code EDRM), der im Westen über eine 750 m lange Grasbahn in Nord-Süd-Ausrichtung verfügt. Er ist für Segelflugzeuge und Leichtflugzeuge zugelassen. Südlich des Flugplatzes liegt ein Gewerbegebiet der Stadt Traben-Trarbach. Südöstlich des Flugplatzes in der Kaserne Mont Royal befand sich bis 2012 das Amt für Wehrgeophysik. Jenes Gelände wurde im Juni 2013 von der Bundesanstalt für Immobilienaufgaben an den Serverbetreiber CyberBunker verkauft. Im Juni 2019 wurden alle Server durch die Strafverfolgungsbehörden beschlagnahmt.
Zwischen Feriendorf und Flugplatz gibt es seit Anfang 2007 einen Waldseilgarten mit einem erlebnispädagogischen Programm und weit über hundert, teils anspruchsvollen Kletterelementen. Der Park hat innerhalb kürzester Zeit für eine deutliche touristische Belebung des Areals gesorgt und wird von vielen Vereinen, Schulklassen und sonstigen Gruppen besucht. In der Nähe befindet sich auf dem Gelände einer ehemaligen Flakstellung aus dem Zweiten Weltkrieg eine Grillhütte mit mehreren Feuerstellen.
Um den Mont Royal herum führt durch das Tal der Moselschleife der Abschnitt Kröv−Traben-Trarbach−Enkirch der Bundesstraße 53. In Traben-Trarbach zweigt die Kreisstraße 64 in Richtung Norden führend zum Mont Royal ab. 

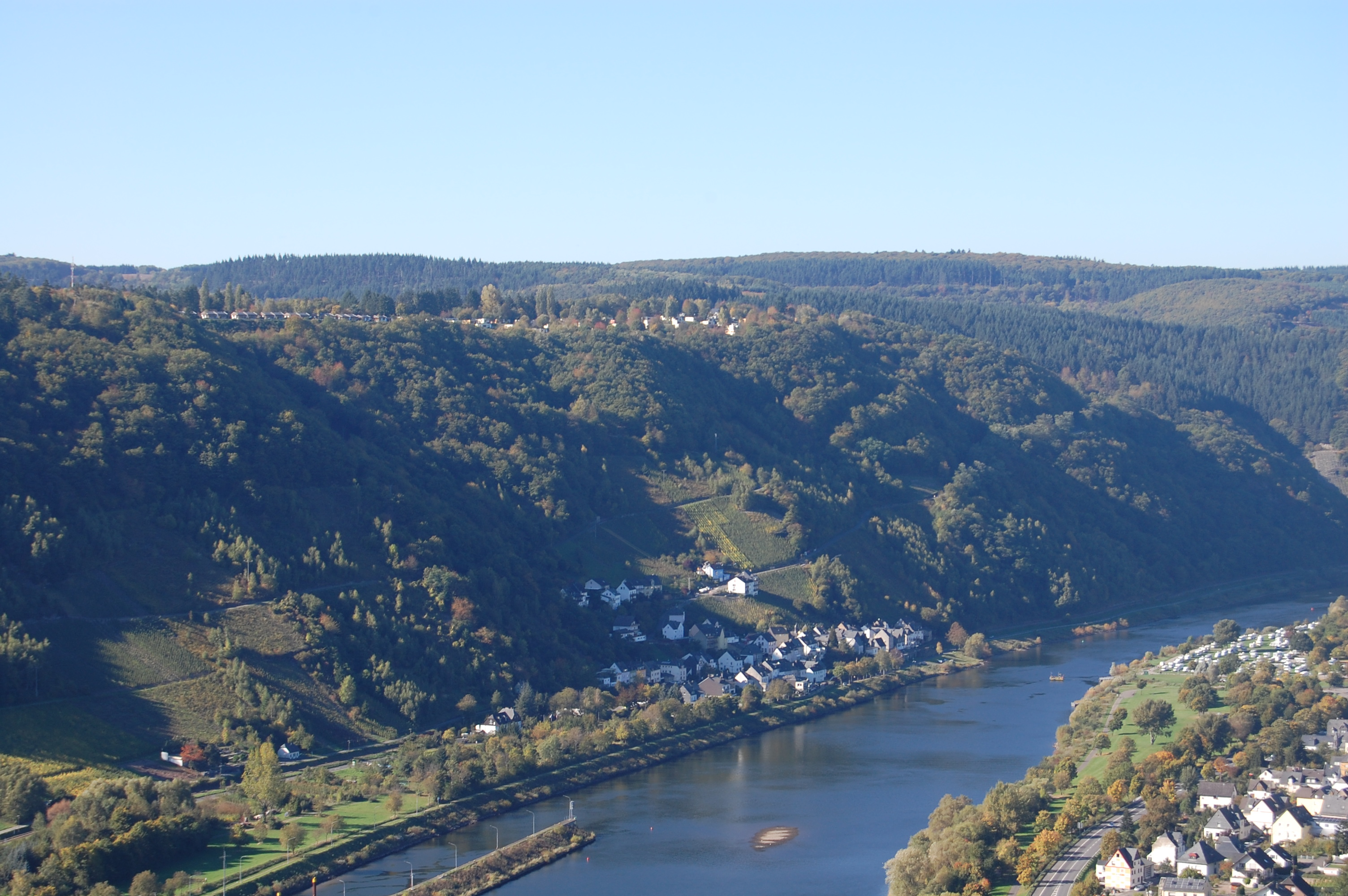
Der Mont Royal, unten liegt Kövenig

Östlich vorbei am Mont Royal verläuft durch das Moseltal, in dem der Fluss durch die Staustufe Enkirch aufgestaut wird, die Eisenbahnstrecke Moselwein-Bahn (Traben-Trarbach−Bullay).